# Хајнкел He 111
Хајнкел 111 је био Луфтвафеов авион. Био је средњи бомбардер, а касније и торпедни бомбардер.

## Пројектовање и развој
Хајнкел 111 је пројектован на основу спецификације Луфтхансе као двомоторни путнички авион 1934. године. Пројектанти су били браћа Зигфрид и Валтер Гинтер. Пошто је у то време Немачкој било ограничено пројектовање и производња војних авиона, ови путнички авиони су већ у пројекту имали укомпоноване елементе намењене војним потребама. Направљена су три прототипа од којих је један био путнички авион а друга два су били војна варијанта. Путничка варијанта је имала класичну пилотску кабину док је војна варијанта имала застакљен нос у који су поред пилота били смештени бомбер нишанђија и навигатор. Због застакљеног носа посада је авион Хајнкел 111 популарно звала „стаклена башта“. Овако велика застакљена кабина омогућавала је леп преглед посади али је у случају напада ловаца пружала слабу заштиту, што је током рата изазвало велике губитке. Путничка верзија овог авиона се показала у току експлоатације као нерентабилна тако да је Луфтханса одустала од веће набавке ових авиона.

## Оперативно коришћење
Прво коришћење Хајнкел 111 је доживео у Шпанском грађанском рату где је овај авион захваљујући великој брзини и носивости бомби био доста успешан. Уочени недостаци су отклањани тако да је почетак Другог светског рата авион оперативно и производно дочекао спреман. Овај авион је био на свим ратиштима и показао се прилично добар, ипак не тако као Ју 88. Добио је надимак “стаклена башта” од пилота који су га сматрали прилично пријатним за летење. Производили су га све до пролећа 1944. (укупно преко 7.000 авиона) у многим варијантама. Варијанте су се међусобно разликовале како по моторима тако и по опреми дефанзивног наоружања јер већ у француској и британској кампањи уочено је да митраљези малог калибра нису довољна заштита од ловаца па је авион наоружан са три митраљеза од 13 mm, а посада заштићена лаким оклопом.
Поред Нацистичке Немачке овај авион су још користиле и Кина, Мађарска, Румунија, Шпанија и Турска. Разлике су биле у наоружању и начину примене (био је тегљач једрилица, бомбардер, морнарички бомбардер и ловац на подморнице). Посаду је сачињавало четири или пет људи који нису били добро заштићени у том авиону.
Овај авион је био лак за летење, способан да понесе велики терет и имао је велики радијус, али је био доста спор, споро се пењао и имао је низак плафон лета. Веома је успешно коришћен као торпедни авион где је из база у Норвешкој нанео велике губитке савезничким арктичким конвојима.

## Наоружање
| Наоружање авиона: Хајнкел      |                                |
| Ватрено (стрељачко) наоружање  |                                |
| Топ                            |                                |
| Број и ознака топа             | 3 х                            |
| Калибар                        | 13,1                           |
| Митраљез                       |                                |
| Број и ознака митраљеза        | 2 x                            |
| Калибар                        | 7,92                           |
| Бомбардерско наоружање (бомбе) |                                |
| Класичне авио бомбе            | класичне бамбе или два торпеда |
| Укупна маса                    | 2000                           |
| Ракетно наоружање (ракете)     |                                |

## Земље које су користиле овај авион
| - Кина - Мађарска - Румунија - Шпанија - Турска - Нацистичка Немачка |